# タミル語
タミル語（タミルご、தமிழ் Tamiḻ）は、ドラヴィダ語族に属する言語で、南インドのタミル人の言語である。
同じドラヴィダ語族に属するマラヤーラム語ときわめて近い類縁関係の言語だが、後者がサンスクリットからの膨大な借用語を持つのに対し、当言語にはそれが（比較的）少ないため主に語彙の面で異なる。
インドではタミル・ナードゥ州の公用語であり、また連邦でも憲法の第8付則に定められた22の指定言語のひとつであるほか、スリランカとシンガポールでは国の公用語の一つにもなっている。話者人口は世界で18番目に多い7400万人である。
1998年に大ヒットした映画『ムトゥ 踊るマハラジャ』で日本でも一躍注目された。
「タミール語」と呼称・表記されることもあるが、タミル語では母音の長短が区別され、 Tamiḻ の i は明白な短母音のため、原語の発音に忠実にという原則からすれば明らかに誤った表記といえる。
タミル（Tamiḻ）という名称は、ドラミラ Dramiḻa（ドラヴィダ Dravida）の変化した形という説もある。
Tamiḻ という単語自体は sweetness という意味を持つ。
なおドラヴィダとは中世にサンスクリットで南方の諸民族を総称した語で、彼らの自称ではなくドラヴィダ語族を確立したイギリス人宣教師ロバート・コールドウェルによる再命名である。

## 地域
南インドのタミル・ナードゥ州で主に話されるほか、ここから移住したスリランカ北部および東部、マレーシア、シンガポール、マダガスカル等にも少なくない話者人口が存在する。
これらはいずれもかつてインド半島南部に住んでいたタミル人が自ら海を渡ったり、あるいはインドを植民地化した英国人がプランテーションの働き手として、彼らを移住させた土地である。
スリランカには人口の約10%を占めるイスラム教徒、スリランカムーア人が存在するが、彼らの母語もタミル語である。

## 歴史
タミル語はドラヴィダ語族の中で書かれた言語としては最も古く、現在残る文献の最も古いものの起源は紀元前後までさかのぼるといわれる。

## 文字
現代タミル語は、主として独自の文字であるタミル文字で表記される。詳しくはタミル文字の項目を参照。
- 母音字

| 母音字           | அ   | ஆ    | இ   | ஈ    | உ        | ஊ    | எ   | ஏ    | ஐ    | ஒ   | ஓ    | ஔ    |
| 翻字 (ISO 15919) | a   | ā    | i   | ī    | u        | ū    | e   | ē    | ai   | o   | ō    | au   |
| IPA              | [ʌ] | [ɑː] | [i] | [iː] | [u], [ɯ] | [uː] | [e] | [eː] | [ʌj] | [o] | [oː] | [ʌʋ] |

上記の母音単独で用いる文字のほか、子音字に結合する母音記号がある。
- 子音字

| 子音字           | க                       | ங   | ச                         | ஞ   | ட             | ண   | த             | ந   | ப             | ம   |
| 翻字 (ISO 15919) | k                       | ṅ   | c                         | ñ   | ṭ             | ṇ   | t             | n   | p             | m   |
| IPA              | [k], [ɡ], [x], [ɣ], [h] | [ŋ] | [t͡ʃ], [d͡ʒ], [ʃ], [s], [ʒ] | [ɲ] | [ʈ], [ɖ], [ɽ] | [ɳ] | [t̪], [d̪], [ð] | [n] | [p], [b], [β] | [m] |
| 子音字           | ய                       | ர   | ல                         | வ   | ழ             | ள   | ற             | ன   |               |     |
| 翻字 (ISO 15919) | y                       | r   | l                         | v   | ḻ             | ḷ   | ṟ             | ṉ   |               |     |
| IPA              | [j]                     | [ɾ] | [l]                       | [ʋ] | [ɻ]           | [ɭ] | [r], [t], [d] | [n] |               |     |

なお、イスラム教徒は、かつてタミル語をアラビア文字で書き記していた（arwiを参照）。現在はイスラム教徒もタミル文字を使用している。

## 発音
タミル語はa, i, u, e, oの5つの母音があり、それに長短の別と二重母音（aiとau）が加わることで計12の母音が区別される。
タミル語の子音は以下のとおりである。
|            | 唇音 | 歯音  | 歯茎音 | そり舌音 | 歯茎硬口蓋音 | 軟口蓋音 | 声門音 |
| ---------- | ---- | ----- | ------ | -------- | ------------ | -------- | ------ |
| 鼻音       | m    |       | n      | ɳ        | ȵ            | (ŋ)      |        |
| 破裂音     | p    | t̪     |        | ʈ        |              | k        |        |
| 破擦音     |      |       |        |          | t͡ɕ           |          |        |
| 摩擦音     | f    | s (z) |        | ʂ        | ɕ            | x        | ɦ      |
| はじき音   |      |       |        | ɽ        |              |          |        |
| ふるえ音   |      |       | r      |          |              |          |        |
| 接近音     | ʋ    |       |        | ɻ        | j            |          |        |
| 側面接近音 |      |       | l      | ɭ        |              |          |        |

1. 1 2 3  f と ʂ は借用語にのみ表れ、固有語の音で置き換えられることが多い
2. 1 2  s と ɕ は方言によっては t͡ɕ の異音である
3. 1 2  x と ɦ は方言によっては h の異音である

インド・アーリア語派の諸言語と異なって有気音と無気音を区別しないだけでなく、有声音と無声音の間の対立もない。ただ単語の先頭や同子音が重なった場合に無声音に発音され、母音間や同器官的鼻音の後では有声音で発音される傾向がある。
日本語を母語とする者にとって習得が難しいとされるものに、そり舌音がある。また流音に5種の区別（r /r/, l /l/, ṟ /ɽ/, ḷ /ɭ/, l̠ /ɻ/）、鼻音にも4種の区別がある。その一方で、日本語では音韻的に区別される子音が異音になっている場合がある。
| 位置     | 語頭 | 重子音 | 母音間 | 鼻音の後 |
| -------- | ---- | ------ | ------ | -------- |
| 軟口蓋音 | k    | kː     | x~∅    | ɡ        |
| 硬口蓋音 | tɕ~s | tːɕ    | s      | dʑ       |
| そり舌音 | —    | ʈː     | ɽ      | ɖ        |
| 歯茎音   | —    | t̪ː     | r      | r        |
| 歯音     | t̪    | t̪ː     | ð      | d̪        |
| 唇音     | p    | pː     | β~w    | b        |

## 文法
サンスクリットの影響を受けて古くから文法が記述されており、現在の正字法は詩論を含む文語文法書であり13世紀に書かれた『ナンヌール』（タミル語: நன்னூல்、英語: Nannūl）などに基づいている。
語順は基本的にはSOV型。OSV型となる場合もあるが、動詞に接辞をつけて文相当の意味を持たせる場合はSOVが基本。ただし、マラヤーラム語と同様に、主部だけが文末に来るOVS型も少なからず用いられる。倒置表現とされる場合もあるが、新聞等にも見られ、修辞技法として意図されていないことが明らかとなっている。
修飾語は被修飾語の前につく。
ロマンス語などに見られるように動詞に主語の人称が示されることに伴って主（格）語はしばしば省略される。コピュラは用いない。所有を表すには所有動詞を用いた構文（「私は…を持っている」）でなく、存在動詞を用いた構文（「私には…がある」）によって表現する。
複文を作るための関係詞はなく、日本語と同じく「水を-飲む-人」、「私が-見た-物」のように主要部後置でこれに直接する。ただし、文芸作品ではサンスクリット語の影響を受けた関係節表現が見られる。たとえば、サンスクリット語の「यथा…तथा…」の構文に従い、「எப்படி…அப்படி…」と表現するような実例がある。
タミル語は他のドラヴィダ諸語と同じく膠着語であり、単語は語根にいくつかの接辞（ほとんどは接尾辞）を付加して作られている。接辞は単語の意味などに変化を加える派生接辞と、文法カテゴリ（人称、数、法、時制など）により変化する活用接辞とに分けられる。膠着の長さにはあまり制限はなく、例を挙げると、 pōkamuṭiyātavarkaḷukkāka （「行けない人々のために」という意味）は、
pōka（行くこと）- muṭi（できる）- y（調音）- āta（否定）- var（人々）- kaḷ（複数）- ukku（ために）- āka（「ために」の強調）
と分析できる。
詩歌（サンガム）には、五七五七五七……七、五七五七七、五七七の音節を持つものがあり、日本の七五調・五七調や三十一文字に類似するような形式が見られる。また日本の古語に多く見られるような係り結びもある（下記品詞、係助詞の項参照）。

### 品詞
名詞および代名詞は名詞クラス（印欧語の性のようなもの）により分類される。まず2つの超クラス（tiṇai）に分類され、さらに全部で5つのクラス（paal :「性」の意味）に分けられる。超クラスの1つは "rational" (uyartiṇai) で、人および神がここに含まれ、さらに男性単数・女性単数・複数（性によらない）に分けられる。複数形は単数に対する敬語としても用いられる。もう1つは "irrational" (aḵṟiṇai) で、その他の動物・物体・抽象名詞がここに含まれ、単数・複数（性によらない）に分けられる。このクラスにより代名詞が使い分けられるほか、主語のクラスによって動詞の接尾辞が変化する。
代名詞の前に動詞（「…する人」など）や形容詞（「よい人」など）を付加して複合名詞にする。この場合など、下の例（「…する人（物）」）のように、paal が接尾辞によって示される。
| peyarccol (名詞)              |                        |                        |                        |                         |
| uyartiṇai （rational）        | uyartiṇai （rational） | uyartiṇai （rational） | aḵṟiṇai （irrational） | aḵṟiṇai （irrational）  |
| āṇpāl 男性                    | peṇpāl 女性            | palarpāl 複数の人      | oṉṟaṉpāl 単数の物      | palaviṉpāl 複数の物     |
| 例：タミル語「…した人（物）」 |                        |                        |                        |                         |
| ceytavaṉ した男               | ceytavaḷ した女        | ceytavar した人々      | ceytatu した物（単数） | ceytavai した物（複数） |

また格を表すのにも日本語の助詞に相当する接尾辞が用いられる。伝統的にはサンスクリットに倣って8格に分類される（が実際には複合的なものもあり、必ずしも8格に収まらない）。
また日本語の「こ・そ・あ・ど」にちょうど相当する4種の接頭辞i、a、u、e がある。vaḻi 「道」に対して、ivvaḻi 「この道」、avvaḻi 「あの道」、uvvaḻi 「その道」、 evvaḻi 「どの道」。ただしu（「その」）は古語および擬古体で用いられ、普通の現代語では用いられず、「その」はa（「あの」）により代表される。
動詞は、人称、数、法、時制および態を示す接尾辞によって活用する。たとえば aḷkkappaṭṭukkoṇṭiruntēṉ 「私は滅ぼされんとしていた」は次のように分析される：
| aḷi             | kka                                         | paṭṭu             | koṇṭiru             | nt                | ēn                       |
| --------------- | ------------------------------------------- | ----------------- | ------------------- | ----------------- | ------------------------ |
| 動詞語根 滅ぼす | 不定詞マーカー 受動態の態マーカーへの接続形 | 態マーカー 受動態 | 態マーカー 過去進行 | 時制マーカー 過去 | 人称マーカー 一人称 単数 |

人称と数は代名詞の斜格（語幹）に接尾辞をつけた形で示される（例では ēn）。このような人称マーカーはアイヌ語にもある（アイヌ語では an）。三人称はクラスにより変化する。さらに時制と態も接尾辞として示される。
態は補助動詞によって表現される。受動態のみならず、主動詞に対し進行などの動詞のアスペクトを表すことができる。
動詞には強変化と弱変化の対応する2種あるものがあり、おおよそ強変化は他動詞、弱変化は自動詞に対応する。たとえば、「aḷi」（強変化「滅ぼす」：aḷikka、弱変化「滅びる」：aḷiya）、「ceer」（強変化「集める」：ceerkka、弱変化「集まる」：ceera）など。
また、語幹が対応する一組の動詞で他動詞と自動詞に対応しているものもある。たとえば、「aaku」（成る）に対する「aakku」（作る←成す）、「aṭnku」（従う）に対する「aṭkku」（従える）など。
時制には過去・現在・未来があるが、古語では現在形が見られず、未来形により表現されていた。未来形という名称にもかかわらず、実際の文章では「～したものだった」という過去の習慣や、「～する」という現在の意味、「～するだろう」という推量の意味にも用いられ、未来の意味以外にも用法は広い。法は命令法、願望法のほか、話者の態度（事象やその結果に対する軽蔑、反発、心配、安心など）を示すことができる。
このほか、準動詞（動名詞や種々の分詞など）も動詞語幹に接尾辞をつけて作られる。
形容詞と副詞の区別はなく（uriccol という）、名詞を基本として接尾辞をつけて形容詞または副詞とするのが普通（独立の形容詞・副詞も一部ある）。ほかに接続詞（iṭaiccol ）がある。

係助詞(clitic)があり、名詞、動名詞・分詞名詞・(ē)、副詞・副詞＋(ē) などで結ぶ。

### 数詞
通常の数詞に使われる文字の他、タミル語では10、100、1000には特別な文字を使う。参考のために上記に加えて、日、月、年、負債、残高、同上、貨幣単位（ルピー）、数詞を以下に示す。
| 0 | 1 | 2 | 3 | 4 | 5 | 6 | 7 | 8 | 9 | 10 | 100 | 1000 |
| - | - | - | - | - | - | - | - | - | - | -- | --- | ---- |
| ௦ | ௧ | ௨ | ௩ | ௪ | ௫ | ௬ | ௭ | ௮ | ௯ | ௰  | ௱   | ௲    |

| 日 | 月 | 年 | 負債 | 残高 | 同上 | ルピー | 数詞 |
| -- | -- | -- | ---- | ---- | ---- | ------ | ---- |
| ௳  | ௴  | ௵  | ௶    | ௷    | ௸    | ௹      | ௺    |

#### 基本数詞
以下に0から9までの基本数詞の読みを示す。
| 現代タミル文字 | アラビア数字 | タミル語とその発音 |
| -------------- | ------------ | ------------------ |
| 0              | 0            | சுழியம் (Suzhiyam)    |
| ௧              | 1            | ஒன்று (Ondru)        |
| ௨              | 2            | இரண்டு (Irendu)      |
| ௩              | 3            | மூன்று (moondru)      |
| ௪              | 4            | நான்கு (nangu)        |
| ௫              | 5            | ஐந்து (ainthu)       |
| ௬              | 6            | ஆறு (aaru))         |
| ௭              | 7            | ஏழு (ézhu)          |
| ௮              | 8            | எட்டு (ettu)         |
| ௯              | 9            | ஒன்பது (onepathu)    |

## 他言語からの影響
タミル語にはきわめて近縁のマラヤーラム語という言語があるが、両者は同一の言語の方言の関係にあるとは必ずしも言いがたい。それはマラヤーラム語は北インドのサンスクリット語、プラークリット、ヒンドゥスターニー語をはじめとするインド・アーリア語族の言語から語彙、文法面での多大な影響を受けており、その他アラビア語、ペルシア語、ポルトガル語、英語などの語彙を借用しているため、両者の意思疎通が容易でないからである。
但しタミル語はドラヴィダ語族の諸語の中では最も上記の言語からの影響が少ない部類に入るが、サンスクリットやヒンドゥースターニー語などからの借用語は少なからずある。

## 日本語クレオールタミル語説
国語学者大野晋は、日本語の原型がドラヴィダ語族の言語の影響を大きく受けて形成されたとする説を唱えている。ただし、この説には系統論の立場に立つ言語学者からの懐疑的な意見が多く、同説を支持するドラヴィダ語研究者は少ない。この原因として、丸谷才一は現代日本語とタミル語を照らし合わせているからだとし、日本語の古語の専門的な知識を持つドラヴィダ語研究者がいないことを指摘している。

## タミル映画と日本での認知
日本でも、1990年代のアジア映画ブームの中でインド映画が紹介された。その中でも特に『ムトゥ 踊るマハラジャ』などのタミル映画作品がピックアップされたことなどから、昨今ではタミル語を学ぶ日本人も増えてきている。

## その他
タミル語は7000万人もの話者を持つ言語であり、インド国内のみならず世界的に見ても大言語である（主要先進国各国の人口は1億人に満たない場合が多く、数千万という話者人口はイタリア語やベトナム語、朝鮮語の母語話者の総数に匹敵する）。
南アジア、東南アジアのいくつかの国で公用語にも採用され、豊富な古典文語も持つ。これだけの影響力のある言語でありながら、日本では本格的なタミル語文法学習の書籍や辞書、音声教材などがほとんど出ていない（小さい書籍が数点出版されているにとどまる）。かなりマイナーな言語も扱う大手の語学専門出版社でも、タミル語の学習書はあまり出版されていない。その一方で、タミル語と日本語の関連性を扱った書籍は多数出版されている。そのような現状から、タミル語学習の書籍を出版すると、批判の多い仮説を扱った書籍と混同されるのを恐れて、大手の出版社はタミル語の学習書を出版するのをためらっているのではないかといった都市伝説さえ生まれた。しかし実は、タミル語を学習する書籍は英語などの他言語で出版された物でも決して豊富とは言いがたい。

## 関連書籍
- カルパナ・ジョイ、袋井由布子　『タミル語入門』（南船北馬舎・2007年）ISBN 4931246222
- 袋井由布子　『旅の指さし会話帳76　南インド』（情報センター出版局・2007年）ISBN 4795835934
- 大野晋 『日本語とタミル語』（新潮社・1981年11月）
- 風間喜代三 「ことばの系統」（『東京大学公開講座　ことば』（東京大学出版会）所収・1983年7月）
- 大野晋 『日本語の起源　新版』（岩波新書・1994年6月）ISBN 4004303400
- 大野晋 『日本語の形成』（岩波書店・2000年6月）ISBN 4000017586
- 田中孝顕著『ささがねの蜘蛛―意味不明の枕詞・神話を解いてわかる古代人の思考法 (古事記・日本書紀・万葉集と古代タミル語の饗宴 1) 』(幻冬舎・2008年12月)　ISBN 4344016076
- 大野晋 『弥生文明と南インド』（岩波書店・2004年11月）ISBN 4000023233
- 田中孝顕 『日本語の真実/タミル語で記紀、万葉集を読み解く』（幻冬舎・2006年7月）ISBN 4344011996
- 田中孝顕監修・バロー/エメノー著『オックスフォード・ドラヴィダ語語源辞典第2版日本語版』(きこ書房・2006年6月) ISBN 4877716157
- 大野晋 『日本語の源流を求めて』（岩波新書・2007年9月）ISBN 9784004310914
- 宮本城 『ニューエクスプレス　タミル語』（白水社・2012年12月）ISBN 9784560086155

## 辞書
タミル語:
- Jaffna Book Society (1842). A Manual Dictionary of the Tamil Language. Jaffna: American Mission Press - シソーラス式。

英語:
- Rottler, J.P. (1834). A Dictionary of the Tamil and English Languages. I. Part II. Madras: Vepery Mission Press
- Winslow, Miron (1862). Winslow's a Comprehensive Tamil-English Dictionary. Madras: Hunt (Reprint: New Delhi, Asian Educational Services, 1979. NCID BA00487918)